# Брюгге
Брю́гге (нидерл. Brugge [ˈbrʏʝə], фр. Bruges [bʁyʒ], нем. Brügge [ˈbʁʏɡə]) — город в Бельгии, центр провинции Западная Фландрия. Население — 119 869 человек (2024). Экономический и культурный расцвет Брюгге связывают с эпохой высокого и позднего Средневековья (XII—XV вв.).

## География
Город находится в 15 км от побережья Северного моря, на линии государственной железной дороги Брюссель — Гент — Остенде. В городе соединяются три канала — Гентский, Слёйсский и Остендский; часть этих каналов судоходные. Иногда Брюгге именуют «Северной Венецией» из-за большого количества живописных каналов и мостов. В Брюгге 43 моста.

## Климат
| Показатель                    | Янв. | Фев. | Март | Апр. | Май  | Июнь | Июль | Авг. | Сен. | Окт. | Нояб. | Дек. | Год   |
| ----------------------------- | ---- | ---- | ---- | ---- | ---- | ---- | ---- | ---- | ---- | ---- | ----- | ---- | ----- |
| Средний суточный максимум, °C | 6    | 7    | 9    | 12   | 15   | 18   | 20   | 21   | 18   | 15   | 10    | 7    | 13    |
| Средняя температура, °C       | 4,5  | 5    | 7    | 9,5  | 12,5 | 15,5 | 17,5 | 18,5 | 15,5 | 12,5 | 8     | 5,5  | 11    |
| Средний суточный минимум, °C  | 3    | 3    | 5    | 7    | 10   | 13   | 15   | 16   | 13   | 10   | 6     | 4    | 9     |
| Норма осадков, мм             | 37   | 26,8 | 21,1 | 25,2 | 25   | 31,8 | 37,8 | 38,2 | 37   | 36,5 | 46,7  | 38,1 | 402,2 |
| Источник:                     |      |      |      |      |      |      |      |      |      |      |       |      |       |

## История
Самый древний письменный источник, в котором упоминается название города, — это «Breviarium de thesauro sancti Bavonis, quod invenerunt fratres remansisse post Nordmannicam infestationem». Этот инвентарный список церковных сокровищ Гентского аббатства Святого Бавона, который был составлен после разграбления аббатства норманнами, предположительно в период между 851 и 864 годами. В нем упоминается золотой крест, который был отправлен в Брюгге для сохранности, но так и не был возвращен: «crux illa aurea, que Bruggis fuit ad servandum missa nec postea reversa» («тот золотой крест, который был отправлен в Брюгге для сохранения, но впоследствии не вернулся»).
Самый ранний материальный источник, где впервые упоминается название города, — это несколько монет, которые, согласно последним исследованиям, датируются периодом между 864 и 898 годами. На них можно найти надписи Bruggas, Bruccas, Briuggas и Briuccas.
Происхождение названия Брюгге точно не установлено. Возможно, оно является искажением кельтского названия реки Реие, которая протекала через Брюгге и впадала в Северное море. Само название Reie происходит от кельтского слова Rogia, что означает «святая вода». Кельты считали реки и источники божественными сущностями, и, вероятно, кельтское имя закрепилось за водным потоком в Брюгге. В процессе эволюции название реки, Rogia или Ryggia, могло стать названием города — Bryggia.
Возможно также, что позже произошло смешение с древнескандинавским словом bryggja, которое означает «причал» «пристань» или «пирс». С VIII века Брюгге имел множество связей со Скандинавией благодаря торговле через Северное море и нападениям норманнов. Название Брюгге схоже с Bryggen, исторической гаванью Бергена, который, как и Брюгге, с XIV века стал важным центром Ганзейского союза.
Первые признаки жизни на территории нынешнего Брюгге относятся ко II веку н.э., когда там находилось галло-римское поселение. Название “Brugge” впервые упоминается в период между 850 и 875 годами. С IX по XII века город вырос благодаря важному порту, став международным центром торговли. В какой-то момент существование порта оказалось под угрозой из-за затоплений области между Брюгге и нынешней прибрежной зоной. Однако появление судоходного канала Звин между Брюгге и морем в 1134 году обеспечило сохранение порта.
Морская торговля рано получила здесь большое развитие. Контакты с Англией, после завоевания её норманнами, были так часты, что купцы из Брюгге основали Лондонскую ганзу, пользовавшуюся большими правами и настолько сильную, что граф Фландрский в 1242 году обязался назначать шеффенами только членов ганзы.
В марте 1127 года в Брюгге был вероломно убит граф Фландрии Карл I Добрый, после чего здесь произошло восстание против наместников сменившего его Вильгельма Ипрского, а в следующем году — против нового графа Вильгельма Клитона, поддержанного французским королём. События эти подробно описаны были местным хронистом Гальбертом — первым известным писателем-фламандцем.
В 1302 году во главе фламандских городов, восставших против французского наместника Иоакова де Шатильон, встали Петер Конинк — старшина цеха ткачей в Брюгге, и старшина цеха мясников Иоанн Брейдель, что привело к знаменитой битве при Куртре. В 1887 году в городе им поставлен памятник.
Богатство города в Средние века было огромно, о чём свидетельствуют сохранившиеся до сих пор здания и памятники искусства. В XIV веке Брюгге был центром торговли в Северной Европе. С конца XIV века начинается упадок Брюгге, обусловленный целым рядом общих и местных причин (засорение канала, соединяющего город с морем, чрезмерная приверженность к средневековым торговым обычаям и прочее). Считается, что именно здесь в 1406 году была основана первая биржа. Со временем две городские гавани стали мелеть из-за наносного песка и мусора. Власти были заняты внутренними раздорами, что привело к утрате былого величия и богатства. В этот период начинает возвышаться Антверпен — постоянный соперник Брюгге. Смуты конца XV века серьёзно отразились на торговле, и только монопольная торговля шерстью, имевшая большое значение для англичан после потери Кале (1560), продолжала давать неплохую прибыль.
Брюгге — местопребывание епископа с 1559 года; в нём находились: суд первой инстанции, провинциальное управление Западной Фландрии, Гимназия, Академия художеств с картинной галереей (построена в 1719 году, вновь переделана в 1755 году), музей, Ботанический сад, Публичная библиотека, театр и много благотворительных учреждений.
Благосостояние города подорвали также большие переселения во время религиозных смут, в суровое царствование Филиппа II. В 1704 году Брюгге был осаждён голландцами, в 1708, 1745 и 1794 годах был взят французами. Пока Бельгия принадлежала Франции, Брюгге был главным городом департамента Лис. В 1814 году Брюгге отошёл к Нидерландам, в 1830 году — к Бельгии.
Современный Брюгге — важный экономический и культурный центр. Главные предметы промышленности — льняные, шерстяные и хлопчатобумажные ткани, кружева; кроме того, есть пивоваренные и винокуренные заводы, малотоннажное судостроение и судоремонт. Брюгге — один из старейших в Европе центров гранения алмазов (есть Музей бриллиантов). Одна из главных доходных статей современного Брюгге — туризм. В конце XX века за пределами города построен современный морской порт Зеебрюгге, благодаря чему Брюгге вернул себе роль торгового морского города.
Крупнейшая концертная площадка Брюгге — зал Concertgebouw, где постоянные концерты даёт Симфонический оркестр Фландрии.

## Достопримечательности
- Церковь Богоматери (1210—1549). В ней находится мраморная скульптура Богоматери с младенцем Микеланджело (1503—1504 гг.; единственная вывезенная из Италии при жизни автора). Здесь также расположены бронзовые гробницы Карла Смелого и его дочери Марии Бургундской.

Картины Герарда Зегерса (Zegers), Гаспара де Крайера (de Crayer), ван Оста (van Oost), Э. Квеллина (E. Quellyn).
- Кафедральный собор Христа Спасителя (Sint-Salvatorskathedraal) построен в 1116—1118 гг. (капеллы в стиле пламенеющей готики в 1480—1527), с картинами И. ван Оста (van Oost), ван Хука (van Hoek), Квеллина (Quellyn), Мемлинга и др.
- Базилика Святой крови (нидерл. Heilig-Bloedbasiliek) — двухэтажное здание; нижняя романская капелла выстроена в 1139—1149, верхняя готическая — около 1480 г., фасад 1529—1534 гг., арх. Х. Сиксдернис. Реставрирована в 1829—1839 гг. По преданию Дитрих Эльзасский в 1150 году привёз в эту церковь несколько капель крови Спасителя, 700-летний юбилей чего торжественно праздновался церковью в 1850 году.
- Иерусалимская церковь (освящена в 1428 г.), построена по плану Храма Гроба Господня;
- Церковь св. Иакова (Синт-Якобскерк), строительство начато около 1180 г., окончено в 1518 г.;
- Церковь св. Вальпургии (нидерл. Sint-Walburgakerk, 1619—1641 гг., арх. П.Хёйсенс), барочная иезуитская;
- Дозорная башня Белфорт (Belfort, построена в 1240, расширена в результате реконструкции в 1483—1487, в XVI в. был добавлен большой карийон), высотой 83 м, один из символов современного Брюгге; расположена на центральной (рыночной) площади;
- Городская ратуша, или Provinciaal Hof[англ.] на Рыночной площади; построена в 1294, снесена в 1787 г., новое здание в неоклассическом стиле сгорело в 1878 г.; современное здание в неоготическом стиле воздвигнуто в 1891—1920 гг.; 33 статуи фламандских графов и графинь, которые были сожжены французами в 1792 году.
- Старинные мельницы Sint-Janshuis (нидерл. Sint-Janshuismolen) и Koelewei (нидерл. Koeleweimolen)
- Здание «Свобода Брюгге» (нидерл. Brugse Vrije), старинная резиденция бургграфа Брюгге; неоднократно перестраивалось, последний раз в 1722—1727 гг.
- Каналы, используемые в туристических целях — для проведения лодочных экскурсий с обзором многочисленных мостов.
- Замок Тиллегем — дворцово-замковый комплекс на искусственном острове на южной окраине города.
- Замок Тен Берге ― замок на искусственном острове к северу от центра города.

На центральной площади стоит памятник Яну Брейделю, герою битвы «Золотых шпор». Среди других памятников — великому художнику Х. Мемлингу (большая жизнь которого связана с Брюгге) и уроженцу Брюгге выдающемуся математику Симону Стевину.
В историческом центре города находится четырёхугольный рынок на большой площади (XIV век). Там же здание суда (бывшая резиденция графов Фландрии); в этом здании находится украшенный резьбой на дереве камин (1529—1531) с массой гербов, портретов и статуй, в том числе Карла V, Максимилиана и Марии Бургундских, Фердинанда Арагонского и Изабеллы Кастильской.
К северу от центра города расположен «Кружевной центр», где можно приобрести шедевры местных кружевниц.
В 2000 году исторический центр Брюгге был объявлен ЮНЕСКО объектом Всемирного наследия.

## Музеи
- Художественный музей, или «Музей Грунинге»[10] (нидерл. Groeningemuseum, 1930);
- Музей Грутхусе (нидерл. Bruggemuseum-Gruuthuse, 1425—70; современное название с 1955);
- Госпиталь св. Иоанна (основан в 1188), известен также как Музей Мемлинга. Кроме его отдельных картин (диптихов, триптихов и т. д.), здесь хранится рака св. Урсулы, на которой Мемлинг изобразил пытку 11 000 дев — кёльнских мучениц;
- Музей (уроженца Брюгге) Фрэнка Брэнгвина, известен также как «Дом Арентса» (нидерл. Arentshuis);
- Дом-музей фламандского поэта Гвидо Гезелле (нидерл. Bruggemuseum-Gezelle);
- Археологический музей (нидерл. Bruggemuseum-Archeologie);
- Музей шоколада;
- Музей больницы Богоматери гончарного ремесла (нидерл. Onze-Lieve-Vrouw ter Potterie);
- Фольклорный музей (Музей народного искусства и традиций; нидерл. Bruggemuseum-Volkskunde);
- Бегинаж Тен Вэйнгаре;
- Музей Сальвадора Дали;
- Музей пива.

## Брюгге в искусстве
- В Брюгге происходит ряд эпизодов романа Шарля де Костера «Легенда об Уленшпигеле».
- Городу посвящены романы бельгийского писателя Ж. Роденбаха «Мёртвый Брюгге» (фр. «Bruges-la-morte», 1892) и «Звонарь» (фр. «Le carilloneur», 1897, в другом переводе — «Выше жизни»).
- Роман «Свидание в Брюгге» (1958) — вторая книга трилогии (первая книга трилогии «Майор Ватрен» (1956) и третья книга «Когда море отступает» (1963)), автор трилогии Арман Лану — известный французский писатель (1913—1983). Тема романа «Свидание в Брюгге» — разные судьбы людей, прошедших вторую мировую войну.
- В Брюгге происходит действие фильма «Залечь на дно в Брюгге» (англ. «In Bruges», 2008, в других переводах также «Однажды в Брюгге», «В Брюгге»).
- Брюгге — один из городов, в котором разворачивается действие книги Федерико Андахази «Фламандский секрет».
- Эрик-Эммануэль Шмитт в книге «Женщина в зеркале» пишет про Деву из Брюгге, которая стала бегинкой в бегинаже Тен-Вейнгарде.

## Галерея
- Ратуша на площади Бург
- Башня Белфорт, дозорная башня, Belfort, или Халлеторен, Halletoren
- Вид на город с башни Белфорт
- Вид на канал Реи с  башни Белфорт
- Канал Реи и плакучий бук
- Госпиталь Святого Иоанна и башня  церкви Богоматери
- Бегинаж Брюгге и канал Пекарей
- Шоколадный магазин в Брюгге